# 해결사 (1989년 영화)
《해결사》(The January Man)는 미국에서 제작된 팻 오코너 감독의 1989년 액션, 범죄, 미스터리, 스릴러 영화이다. 케빈 클라인 등이 주연으로 출연하였고 노만 주이슨 등이 제작에 참여하였다.

## 출연

### 주연
- 케빈 클라인
- 수잔 서랜든
- 메리 엘리자베스 매스트란토니오
- 하비 케이틀
- 대니 에일로

### 조연
- 로드 스테이거

## 기타
- 미술: 필립 로젠버그
- 의상: 앤 로스
- 의상: 닐 스피삭
- 배역: 리자 브라몬 가르시아
- 배역: 빌리 홉킨스